# Хозіно
Хо́зіно (рос. Хозино, марій. Хозино) — присілок у складі Марі-Турецького району Марій Ел, Росія. Входить до складу Марі-Біляморського сільського поселення.

## Населення
Населення — 8 осіб (2010; 8 у 2002).
Національний склад (станом на 2002 рік):
- лучні марійці — 76 %